# ويليام غيفورد
ويليام غيفورد (بالإنجليزية: William Gifford)‏ هو سياسي بريطاني، ولد في 1401، وتوفي في 1501. انتخب Member of the 1512-14 Parliament ‏ عن دائرة Reading ‏ وانتخب عضو مجلس النواب في البرلمان البريطاني.